# 087号線 (チェコ)
チェコ国鉄087号線、別名ロヴォシツェ〜チェスカー・リーパ線（チェコ語:Železniční trať Lovosice – Česká Lípa）は、チェコ国鉄の鉄道線の名称である。
1898年、ウースチー・テプリツェ鉄道の路線として開業した。チェコ北部の横断鉄道として開業したが、その役割は現在081号線が担っている。

## 運行形態
- ポストロプルティ～リトムニェルジツェ～チェスカー・リーパ　　※チェコ鉄道による運行
普通列車のみの運行。ポストロプルティ～リトムニェルジツェ～チェスカー・リーパの系統が、2時間に1本運行されている。平日午後は、ポストロプルティ - ウーシチェク間で1時間に1本の本数に増発され、増発する列車はプロスコヴィツェとホルニー・ルジェプチツェを通過する。リトムニェルジツェ以西は114号線に直通する。チェスカー・リーパで081号線ウースチー方面の特急と接続する。夏季の土曜・休日に限り、リーパ以東でドクスィまで直通し、080号線に乗り入れる。
2022年以前は、全列車プロスコヴィツェとホルニー・ルジェプチツェに停車していた。また、増発列車はリトムニェルジツェで分割されていた。夏季のドクスィ直通は、2024年開始予定。

## 駅一覧
以下では、チェコ国鉄087号線の駅と営業キロ、停車列車、接続路線などを一覧表で示す。
- ■印：全列車停車
- ●印：一部通過

| 路線名 | 駅名                                   | 駅間営業キロ | 累計営業キロ        | 累計営業キロ         | Os | 接続路線                                                                        | 所在地       | 所在地               |
| ------ | -------------------------------------- | ------------ | ------------------- | -------------------- | -- | ------------------------------------------------------------------------------- | ------------ | -------------------- |
| 087    | リトムニェルジツェ上駅                 | -            | テプリツェから 44.1 | ロヴォシツェから 0.0 | ■  | 114号線（ポストロプルティ/モスト方面）                                          | ウースチー州 | リトムニェルジツェ郡 |
| 087    | トルノヴァニ・ウ・リトムニェルジツ駅   | 3.3          | 47.4                | 3.3                  | ■  |                                                                                 | ウースチー州 | リトムニェルジツェ郡 |
| 087    | プロスコヴィツェ駅                     | 3.2          | 50.6                | 6.5                  | ●  |                                                                                 | ウースチー州 | リトムニェルジツェ郡 |
| 087    | ホルニー・ルジェプチツェ駅             | 4.7          | 55.3                | 11.2                 | ●  |                                                                                 | ウースチー州 | リトムニェルジツェ郡 |
| 087    | リビェシツェ駅                         | 2.4          | 57.7                | 13.6                 | ■  |                                                                                 | ウースチー州 | リトムニェルジツェ郡 |
| 087    | ウースチェク駅                         | 4.2          | 61.9                | 17.8                 | ■  |                                                                                 | ウースチー州 | リトムニェルジツェ郡 |
| 087    | ドゥビチナー駅                         | 4.1          | 66.0                | 21.9                 | ■  |                                                                                 | ウースチー州 | リトムニェルジツェ郡 |
| 087    | ブリージェヴェドリ駅                   | 3.5          | 69.5                | 25.4                 | ■  |                                                                                 | リベレツ州   | チェスカー・リーパ郡 |
| 087    | クラヴァルジェ・ヴ・チェハーフ駅       | 2.0          | 71.5                | 27.4                 | ■  |                                                                                 | リベレツ州   | チェスカー・リーパ郡 |
| 087    | ストヴォリーンキ駅                     | 2.5          | 74.0                | 29.9                 | ■  |                                                                                 | リベレツ州   | チェスカー・リーパ郡 |
| 087    | ザフラードキ・ウ・チェスケー・リーピ駅 | 5.2          | 79.2                | 35.1                 | ■  |                                                                                 | リベレツ州   | チェスカー・リーパ郡 |
| 087    | チェスカー・リーパ本駅                 | 5.8          | 85.0                | 40.9                 | ■  | 080号線（コリーン方面、ルンブルク方面） 086号線（リベレツ方面、ヂェチーン方面） | リベレツ州   | チェスカー・リーパ郡 |